# Ley de transitoriedad jurídica y fundacional de la República Catalana
La Ley de transitoriedad jurídica y fundacional de la República Catalana, también conocida como Ley del régimen jurídico catalán o simplemente Ley de Transitoriedad, fue una ley aprobada por el Parlamento de Cataluña que tenía por objetivo garantizar la seguridad jurídica, así como la sucesión ordenada de las administraciones y la continuidad de los servicios públicos, durante el proceso de transición de Cataluña hacia el estado independiente de la República de Cataluña.
El artículo 1 del texto establecía que «Cataluña se constituye en una República de derecho, democrática y social».

## Aprobación por elParlamenty suspensión por el Tribunal Constitucional
El borrador del documento se hizo público el 29 de diciembre de 2016 y se presentó y registró en el Parlamento de Cataluña el 28 de agosto de 2017.
El pleno de aprobación de la ley se celebró el 7 de septiembre de 2017 y fue igual de convulso que el del día anterior en que se aprobó la Ley del referéndum de autodeterminación de Cataluña. La sesión comenzó igual, con la petición del grupo parlamentario independentista de Junts pel Sí para que, amparándose en el artículo 81.3 del reglamento («El orden del día del pleno puede ser alterado si este lo acuerda, a propuesta del presidente [del Parlament] o a petición de dos grupos parlamentarios o de una quinta parte de los miembros de la cámara»), pedir la inclusión en el orden día del proyecto de ley de transitoriedad. Al igual que el día anterior los grupos de la oposición protestaron ―entre otras cosas volvieron a reclamar el dictamen del Consell de Garanties Estatutàries y se refirieron a la advertencia de los letrados de la cámara de que el procedimiento elegido para aprobar la ley podía incurrir en un delito de desobediencia al Tribunal Constitucional― por lo que el pleno fue también suspendido. Cuando tras numerosas interrupciones se procedió a la votación los grupos parlamentarios constitucionalistas (Ciudadanos, Partido Popular y Partit dels Socialistes de Catalunya) abandonaron de nuevo la cámara. Poco antes el diputado Joan Coscubiela de Catalunya Sí que es Pot, cuyos miembros no abandonaron el hemiciclo pero no votaron a favor, dijo dirigiéndose a los dos grupos independentistas:

Cuando se pisan los derechos de cualquier grupo, se pisan los derechos de todos los ciudadanos de Cataluña. No se dan cuenta de la gravedad de lo que están haciendo, están cogiendo el gusto al autoritarismo.

La ley fue aprobada a primera hora del 8 de septiembre de 2017 como Ley 20/2017 y según su articulado sería de aplicación en caso de que la opción del «Sí» a la independencia ganara en el referéndum de autodeterminación de Cataluña del 1 de octubre de 2017. Los letrados del Parlament advirtieron antes de su aprobación que el Parlament no tenía competencias para aprobar esta ley, y el Consell de Garanties Estatutàries de Catalunya advirtió de que no se había pedido el preceptivo informe antes de su discusión. Además en la votación no se alcanzó la mayoría preceptiva para modificar el Estatut. 
El mismo día 8 de septiembre, el Consejo de Estado, aprobó la presentación ante el Tribunal Constitucional de un recurso de inconstitucionalidad «contra la totalidad de los preceptos que la integran» la ley «dado que la Ley persigue la negación de la Constitución en Cataluña y la configuración de los elementos básicos de un Estado nuevo». El 12 de septiembre, el Tribunal Constitucional acordó la suspensión la "Ley de transitoriedad jurídica y fundacional de la República" junto con la ley de la Generalidad de Cataluña 17/2017, de 1 de agosto, del Código Tributario de Cataluña. El acuerdo implica «la suspensión de la vigencia y aplicación de la Ley impugnada, desde la fecha de interposición del recurso –11 de septiembre de 2017».
La ley nunca entró en vigor, pues además de estar suspendida, y ser el referéndum del 1 de octubre nulo de pleno derecho, el Govern suspendió los efectos de la declaración unilateral de independencia inmediatamente después de su proclamación (según el discurso del President Puigdemont). Con posterioridad, los partidos independentistas además han aclarado[cita requerida]que no se produjo una proclamación vinculantemente del cuerpo de la ley, sino sólo de su introducción, sin valor legal efectivo.

## Contenido
La ley estaba formada por un preámbulo, 89 artículos y tres disposiciones finales. Los ejes de la ley eran los siguientes:
- Preámbulo
- TÍTULO I. Disposiciones generales, territorio y nacionalidad
- TÍTULO II. Sucesión de ordenamientos y administraciones
- TÍTULO III. Derechos y deberes
- TÍTULO IV. Sistema institucional
- CAPÍTULO 1. El Parlamento
- CAPÍTULO 2. La Presidencia
- CAPÍTULO 3. El Gobierno y la Administración
- CAPÍTULO 4. La Sindicatura electoral de Cataluña y el censo electoral
- CAPÍTULO 5. Otras instituciones
- CAPÍTULO 6. El gobierno local
- TÍTULO V. Poder judicial y administración de justicia
- TÍTULO VI. Finanzas
- TÍTULO VII. Proceso constituyente
- Disposiciones finales

Los siete apartados de la ley, cuyo primer borrador fue obra de Carles Viver Pi-Sunyer, incluían, entre otros, el proceso constituyente (celebración de una elecciones constituyentes y convocatoria de un referéndum de ratificación de la Constitución de la República aprobada por el Parlamento de Cataluña), los poderes de la presidencia de la Generalitat o el futuro régimen lingüístico. Sobre este último punto el artículo 24 establecía: «Todas las personas tienen derecho a no ser discriminadas por razones lingüísticas y a ejercer el derecho de opción en relación con las lenguas catalana, occitana y castellana». También se ocupaba del régimen jurídico que incluía la creación de un Tribunal Supremo de Cataluña, con una Sala Superior de Garantías, que haría las funciones de Tribunal Constitucional. Asimismo el Tribunal Supremo de Cataluña tendría una sala de gobierno que asumiría las funciones del Consejo General del Poder Judicial. En el preámbulo de la ley se decía:

Una vez proclamada la independencia de Cataluña, es imprescindible dar forma jurídica, de modo transitorio, a los elementos constitutivos básicos para que inmediatamente pueda funcionar con la máxima eficacia y, al mismo tiempo, hace falta regular el tránsito del ordenamiento jurídico vigente al que debe ir creando la República [catalana], garantizando que la transición se hará de forma ordenada y gradual y con plena seguridad jurídica; asegurando, en suma, que desde el inicio el nuevo Estado estará sometido al Derecho; que en todo momento será un Estado de derecho.

### Hoja de ruta
- Hoja de Ruta

- Datos: Q28091116